# Veneto Classic
La Veneto Classic est une course cycliste italienne, disputée en Vénétie, créée en 2021. La première édition a lieu quelques jours après le traditionnel Tour de Vénétie. L'épreuve fait d'abord partie de l'UCI Europe Tour.
La 2e édition, qui se déroule le 16 octobre 2022, est marquée par l'ultime course en carrière de l'Italien Davide Rebellin à l'âge de 51 ans et après pas loin de trente années passées au sein du peloton professionnel.
En 2023, elle intègre l'UCI ProSeries, le deuxième niveau du cyclisme international.

## Palmarès
| Année | Vainqueur           | Deuxième        | Troisième         |
| ----- | ------------------- | --------------- | ----------------- |
| 2021  | Samuele Battistella | Marc Hirschi    | Jhonatan Restrepo |
| 2022  | Marc Hirschi        | Davide Formolo  | Nicola Conci      |
| 2023  | Davide Formolo      | Marc Hirschi    | Filippo Zana      |
| 2024  | Magnus Cort Nielsen | Romain Grégoire | Xandro Meurisse   |